# Walter De Bock
Walter De Bock (Wilrijk, 26 februari 1946 - Leuven, 20 november 2007), was een Belgisch journalist en auteur.

## Biografie
De Bock was de zoon van Alfons De Bock, professor natuurkunde en vice-rector aan de Katholieke Universiteit Leuven. Hij studeerde er filosofie en begon zijn journalistieke carrière bij het ledenblad van het KVHV-Leuven, Ons Leven, waarvan hij hoofdredacteur was in het academiejaar 1965-1966. Vanaf december 1966 begon hij samen met Ludo Martens in Ons Leven kritiek te uiten op het KVHV. Hij was tijdens de Leuvense revolte in 1968 en de jaren daarna een van de toonaangevende studentenleiders. 
Na Vrijdag (weekblad o.l.v. Paul Goossens), de Nieuwe Linie, Knack, de BRT, De Krant (o.l.v. Louis Croonen), opnieuw Knack, belandde De Bock in 1979 bij De Morgen. Hij schreef ook daar dieper gravende artikelen over diverse onderwerpen. Zo publiceerde De Bock regelmatig duidende artikelen over collaboratie in de Tweede Wereldoorlog, naar aanleiding van de tv-reeksen over De Nieuwe Orde van Maurice De Wilde. Hij bleef bij de krant tot 2002, toen zijn ziekte hem het werken in het hectische ritme van een dagblad sterk begon te belemmeren. Hij was er ook hoofdredacteur ad interim van oktober 1992 tot september 1994.
De Bock genoot veel aanzien als onderzoeksjournalist in ophefmakende dossiers, waaronder
- de moord op André Cools: hij wist elf maanden na de moord de opdrachtgevers te identificeren, maar het duurde nog jaren vooraleer het gerecht de zaak opklaarde;
- het Agustaschandaal;
- de bende van Nijvel;
- de wapenaankopen;
- de rol van Franstalig en Vlaams extreemrechts.

Walter De Bock had door de jaren een ontzagwekkende documentatie opgebouwd. Op 10 november 2006 schonk hij zijn persoonlijk archief aan de Katholieke Universiteit Leuven. Het archief omvat talloze documenten over het ontstaan van België, de nasleep van de Tweede Wereldoorlog en de politieke schandalen waarover De Bock berichtte.
Walter De Bock overleed in Leuven op 20 november 2007 ten gevolge van de ziekte van Alzheimer.

## Publicaties
- Suikerbossie. België en Zuidelijk Afrika, 1978 (met Paul Goossens en Jef Coeck)
- Extreem-rechts en de staat, 1981 (met Jan Cappelle, Serge Dumont e.a.)
- De mooiste jaren van een generatie. De nieuwe orde in België voor, tijdens en na WO II, 1982
- Les plus belles années d'une génération, L'ordre nouveau en Belgique avant, pendant et après la Seconde Guerre Mondiale. EPO 1983.
- Des armes pour l'Iran. L'Irangate européen, 1988 (met Jean-Charles Deniau)